# مقاطعة كروفورد (إنديانا)
مقاطعة كروفورد (بالإنجليزية: Crawford County, Indiana)‏ هي إحدى مقاطعات ولاية إنديانا في الولايات المتحدة. تأسست سنة 1818، بلغ عدد سكانها 10713 نسمة في عام 2010 حسب إحصاء مكتب تعداد الولايات المتحدة وتصل الكثافة السكانية فيها 14 نسمة/كم2.

## أعلام
- تشارلز ويلسون غريني

## وصلات خارجية
- www.crawfordcountyindiana.com
- United States Counties